# Strasbourg Masters 2005
Das Strasbourg Masters 2005 im Badminton war die zweite Auflage dieser Turnierserie. Es fand vom 8. bis zum 9. Juni 2005 in Strasbourg statt.

## Austragungsort
- Strasbourg-Koenigshoffen, Salle Herrade, Rue des Comptes

## Finalergebnisse
| Disziplin    | Sieger                        | Finalist                       | Ergebnis        |
| ------------ | ----------------------------- | ------------------------------ | --------------- |
| Herreneinzel | Dicky Palyama                 | Marc Zwiebler                  | 11:15 15:3 15:7 |
| Dameneinzel  | Mia Audina                    | Pi Hongyan                     | 11:3 11:5       |
| Herrendoppel | Kristof Hopp Ingo Kindervater | Thomas Quéré Erwin Kehlhoffner | 15:3 15:10      |